# Chain Reactions (pel·lícula)
Chain Reactions és una pel·lícula documental estatunidenca del 2024 escrita i dirigida per Alexandre O. Philippe. Es tracta de l'impacte que va tenir la pel·lícula de terror de 1974 La matança de Texas en cinc artistes, que són Patton Oswalt, Takashi Miike, Alexandra Heller-Nicholas, Stephen King i Karyn Kusama. Chain Reactions es va estrenar a la 81a Mostra Internacional de Cinema de Venècia l'agost de 2024.

## Recepció
Christian Zilko d' IndieWire va donar una B a la pel·lícula i va escriure: "L'exploració de la nostra inexplicable atracció pel terror és el veritable tema de la brillantment titulada Chain Reactions . Molta gent ben adaptada ha dedicat la seva vida a capturar el sadisme, l'abús, el desmembrament i el pecat en el cinema i la seva literatura. Utilitzar l'art com a sortida per purgar els nostres impulsos dolents d'una manera inofensiva i permetre-nos viure una vida normal en una societat educada és una cosa clarament bona, però Philippe i els seus súbdits estan interessats a esbrinar per què tenim aquests impulsos en primer lloc."
Alan French de Sunshine State Cineplex va donar a la pel·lícula un 7 sobre 10 i va escriure: "Una carta d'amor a un clàssic de tots els temps, Chain Reactions brilla com una de les obres més entretingudes de Philippe. La matança de Texas segueix sent una peça integral del cinema americà. Quan compleix els cinquanta anys, no hi ha dubte que s'ha guanyat el seu lloc al sol. Quan creadors com aquests vénen a reforçar la importància d'una pel·lícula, escoltes. Chain Reactions només fomenta aquest llegat."